# Даниэль, Антуан

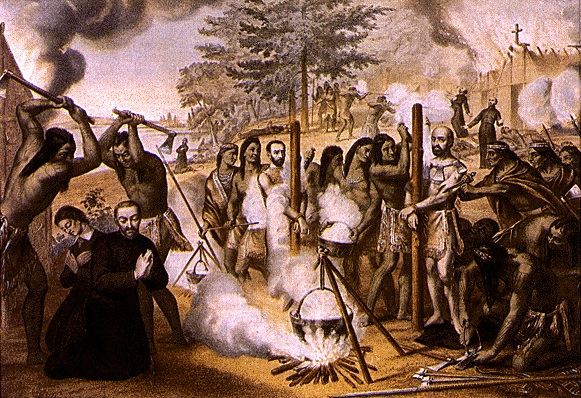
Канадские мученики

Антуа́н Даниэ́ль  (фр. Antoine Daniel SJ , 27 мая 1601 г., Дьеп, Франция — 4 июля 1648 г., Квебек, Канада) — святой Римско-Католической Церкви, священник, иезуит, миссионер, мученик.

## Биография
Получив юридическое образование, Антуан Даниэль 1 октября 1621 года вступил в новициат монашеского ордена иезуитов. После рукоположения в священника был направлен в 1632 году в католическую миссию в Квебек, Новая Франция. 24 июня 1633 года прибыл в миссию, управляемую иезуитом Жаном де Бребёф и стал работать среди индейцев племени гуронов. Антуан Даниэль был убит на территории католической миссии 4 июля 1648 года во время межплеменной войны между гуронами и ирокезами.
Антуан Даниэль был беатифицирован в 1922 году Римским Папой Пием XI и им же канонизирован в 1930 году в группе канадских мучеников.
День памяти — 19 октября.

## Источник
- Hugo Hoever SOCist: Żywoty świętych Pańskich. przekład Zbigniew Pniewski. Warmińskie Wydawnictwo Diecezjalne, 1983, стр. 381.